# Tanius sinensis
Tanius sinensis es una especie y tipo del género extinto Tanius ("de Tan") de dinosaurio ornitópodo hadrosáurido que vivió a finales del período Cretácico, hace aproximadamente 72 millones de años, durante el Campaniense, en lo que es hoy Asia. La especie tipo, nombrada y descrita en 1929 por Carl Wiman, es Tanius sinensis. El nombre del género es en honor del paleontólogo chino Tan Xichou ("H.C. Tan"), mientras que el nombre de la especie se refiere a China.
Tan descubrió en abril de 1923 los restos fósiles al este de Shandong en el pueblo de Ch'ing-kang-kou, a diez kilómetros al sureste de Lai Yang. En octubre del mismo año estos restos fueron excavados por el asociado de Tan, el paleontólogo austríaco Otto Zdansky. Aunque el espécimen fue hallado originalmente completo en su mayor parte, solo algunas partes pudieron ser salvadas. El espécimen holotipo, PMU R.240, fue recuperado de la Formación Wangshi que data de la época del Campaniense. Este consiste de la parte posterior del cráneo, la cual es aplanada y alargada. Otros numerosos fósiles fragmentarios podrían ser referidos a Tanius.